# Psoralea lachnostachys
Psoralea lachnostachys är en ärtväxtart som beskrevs av Ferdinand von Mueller. Psoralea lachnostachys ingår i släktet Psoralea och familjen ärtväxter.

## Underarter
Arten delas in i följande underarter:
- P. l. hirsuta
- P. l. lachnostachys